# Charles Hérissé
Charles Hérissé est un compositeur né à Orléans (généralité de l'Orléanais) le 11 décembre 1737 et mort dans la même ville le 1er décembre 1817.

## Biographie
Fils de tisserand, baptisé à Saint-Victor d'Orléans le 11 décembre 1737, il était le filleul de Jean Ferrant, tisserand et beau-frère du compositeur Jean-Baptiste Morin (Orléans, 1677 – Paris, 1745), lui aussi fils de tisserand.
Il est reçu membre de la psallette de la collégiale Saint-Aignan d'Orléans vers 1747 (dans le chœur des enfants, partie intégrante du chœur composé d'adultes professionnels). Il y est formé à l'art vocal et plus généralement aux différentes techniques de la musique (y compris la composition musicale), par Louis Le Maître, qui est attesté comme maître de musique et maître du chœur de la collégiale en 1751 (et sans doute un peu avant, au plus tôt à partir de 1748 ?). Louis Le Maître resta en place au moins jusqu'au début de l'année 1752 et peut-être jusque vers la fin de 1755 ou le début de l'année 1756, car vers cette époque Saint-Aignan recruta un nouveau maître de psallette, Antoine Faguer (ou Faguet), venu des Pyrénées (il exerçait jusqu'à ce moment à l'abbaye Notre-Dame de Garaison).
La cathédrale d'Orléans avait alors pour maître de musique André Hatton, puis, à partir du 6 novembre 1756, le jeune compositeur François Giroust, qui deviendra surintendant de la musique de Louis XVI. On a pu écrire que les deux églises orléanaises fonctionnaient « de pair », y compris du point de vue musical : le jeune Hérissé bénéficia certainement de la présence de ces deux personnages. Pendant toutes ces années, il reçut également une formation générale, elle aussi dispensée par la maîtrise dont il était l'élève.
Il devint maître de musique (maître des enfants et du chœur) de la cathédrale d'Orléans à partir de 1776. Avant cela, il avait exercé ces mêmes fonctions à la cathédrale de Meaux (dès 1758 jusqu'en 1776). 
En septembre 1764, à Meaux, un de ses élèves, Louis Pierre Prestat (1746–1807), premier enfant de chœur de la cathédrale de Meaux, composa un grand motet de type versaillais sur le texte du Psaume 46. La partition manuscrite, intitulée Omnes gentes, porte en sous-titre : « Motet à violons, flûtes, alto de viole, bassons, basse continue et timbales ». Elle est aujourd'hui conservée à la BnF. Elle porte, sur la première page de musique, l'annonce suivante : « Motet à 5 parties, grand chœur, et symphonie ». On lit à la fin une indication d'attribution, donnée par l'auteur lui-même : « Prestat premier enfant de chœur de la cathédrale de Meaux-en-Brie, ce 25 septembre 1764, à six heures et demie ». Cela pourrait signifier que le travail de composition avait nécessité la mise en loge du jeune homme, dans le cadre de l'obtention d'un diplôme de fin d'études, sous la supervision de son maître. Le texte du Psaume 46 (Omnes gentes, plaudite manibus) est traité en entier par le jeune compositeur. Vingt-quatre ans plus tard, le maître retrouvera son ancien élève à Orléans, lorsque celui-ci intégrera le chœur de la cathédrale Sainte-Croix, en 1788.
Le 6 juin 1761, Hérissé avait sollicité la place de maître de musique de Notre-Dame de Chartres. Les chanoines du chapitre de Meaux parvinrent à le retenir en lui offrant de nouveaux avantages. Le 1er février 1770, il fut primé à un concours de composition musicale organisé par « le Chapitre [cathédral] de Saintes », pour « un motet sans symphonie » (donc pour chœur a cappella et qui se rattachait sans doute à la tradition polyphonique développée depuis le Moyen Âge). En mars 1784, il est en passe d'être choisi par le chapitre de Notre-Dame de Tournai, pour succéder au maître Jean-Marie Rousseau, décédé le 17 février. Mais, s'il fournit et composa bel et bien les partitions demandées, qui furent clairement acceptées par le chapitre, il posa des conditions telles que la cathédrale wallonne préféra renoncer. Plus tard, en octobre 1787, le compositeur Jean-François Le Sueur ayant cessé d'exercer les fonctions de « maître de musique de l'église métropolitaine de Paris » (Notre-Dame), le chapitre canonial proposa la succession à Hérissé. Mais, après avoir accepté dans un premier temps, ce dernier refusa finalement le poste et choisit de rester à Orléans, ses employeurs ayant pris la décision d'augmenter ses appointements de manière conséquente. Il y resta jusqu'à la Révolution française. Son neveu, François-Michel Lauret (Orléans, 23 septembre 1756 – 16 octobre 1822) le secondait ou le remplaçait quelquefois (plus tard, de 1783 à 1790, Lauret dirigea le chœur de la cathédrale de Metz).
En 1790, durant la Révolution française, tous les chapitres canoniaux des églises de France furent supprimés. Hérissé garda cependant son poste jusqu'en 1793 : après la dissolution et la dispersion du chapitre en novembre 1790, la musique de la « cathédrale constitutionnelle » avait été réorganisée en profondeur, jusqu'à l'interdiction du culte à l'époque de la Terreur (1793–1794). Pendant cette période Hérissé dut se cacher. Il retrouva ses fonctions sous le Concordat, à partir du 14 avril 1802. Il exerça tout d'abord dans une grande précarité : l'argent manquait. Lauret assista de nouveau son oncle puis lui succéda à partir de juin 1810, jusqu'en 1822.

## Œuvres
Douze recueils manuscrits de sa musique ont été signalés en 1873, à l'occasion d'une vente dispersant la bibliothèque de « M. V. P. » (sans doute « Monsieur Victor Pelletier », prêtre et chanoine de la cathédrale Sainte-Croix, qui mourra à Orléans dix ans plus tard, le 18 mai 1883). Ils ne sont pas réapparus depuis, dans l'espace public. Que sont-ils devenus ?
Quelques-unes de ses œuvres ont été conservées, en manuscrit (Médiathèque d'Orléans) : 
- Un grand-motet de type versaillais, sur le  motif littéraire et (en partie) musical du Dies iræ liturgique : Prose des Morts avec accompagnement de violoncelle, bassons obligés, basse continue et symphonie ad libitum, composée par Mr. Hérissé Maître de musique de l’Eglise d’Orléans (Orléans, Ms. autographe, 10 octobre 1788, 74 p.).
- Une romance pour chant et piano : J'entends dans ces forêts (existe en deux exemplaires, le second dans un recueil conservé à la BnF). Sur l'exemplaire BnF, une annotation en tête du recueil : « Époque de Piccini », avec une étiquette au contreplat supérieur : « MADAME LA MARQUISE DE PEZAY » (Caroline de Murat, épouse d'Alexandre Masson de Pezay).
- Des Principes de musique et de composition melées [sic] d'une infinité d'exemples qui facilitent beaucoup d'intelligence de principes (Ms. autographe, 1797, IV-205-13 p.).
- Principes de composition (Ms., début du XIXe siècle, de la main de Charles-François Vergnaud-Romagnesi, [2]-86 p.). Ce second traité n'est pas une copie du premier.

- On peut lui attribuer la musique (perdue) d'une cantate écrite à l'occasion de la naissance du dauphin, Louis de France, premier fils de Louis XVI, né le 22 octobre 1781 (Cantate Sur la naissance du Dauphin, en 1781. Imprimée et mise en musique par M. H......). Livret dans : Jacques-François Delafosse, Poésies diverses (Orléans, Huet-Perdoux, 1807, 249 p.), p. 135-136.

## Portrait
Une photographie de son portrait (peint à l'huile, pendant la Terreur) a été reproduite en noir et blanc par Jules Brosset, dans la brochure qu'il lui a consacrée en 1904. Un autre tirage de cette photo existe au CERC d'Orléans, dans un recueil factice constitué par Marcel Laurent, maître de chapelle de 1890 à 1921. L'original a, semble-t-il, disparu en juin 1940 lors du bombardement du musée Paul Fourché, à Orléans.